# Giro della Toscana 2020
Il Giro della Toscana - Memorial Alfredo Martini 2020, novantaduesima edizione della corsa e valevole come evento dell'UCI Europe Tour 2020 e decimo della Ciclismo Cup 2020 categoria 1.1, si svolse il 16 settembre 2020 su un percorso di 182,9 km, con partenza e arrivo a Pontedera, in Italia. La vittoria è stata appannaggio del colombiano Fernando Gaviria, il quale ha completato il percorso in 4h14'32", alla media di 43,114 km/h, precedendo l'australiano Robert Stannard ed il britannico Ethan Hayter.

## Squadre e corridori partecipanti
| N.      | Cod. | Squadra                     |
| ------- | ---- | --------------------------- |
| 2-8     | THR  | Vini Zabù KTM               |
| 11-17   | TBM  | Bahrain-McLaren             |
| 21-26   | ISN  | Israel Start-Up Nation      |
| 31-35   | LTS  | Lotto Soudal                |
| 41-47   | MTS  | Mitchelton-Scott            |
| 51-57   | MOV  | Movistar Team               |
| 61-67   | NTT  | NTT Pro Cycling Team        |
| 71-77   | INS  | Ineos Grenadiers            |
| 81-87   | UAD  | UAE Team Emirates           |
| 91-97   | ANS  | Androni Giocattoli-Sidermec |
| 101-107 | BCF  | Bardiani-CSF-Faizanè        |

| N.      | Cod. | Squadra                       |
| ------- | ---- | ----------------------------- |
| 111-117 | CJR  | Caja Rural-Seguros RGA        |
| 121-127 | CWG  | Circus-Wanty Gobert           |
| 131-137 | FOR  | Euskaltel-Euskadi             |
| 141-147 | NDP  | Nippo Delko Provence          |
| 151-156 | ARK  | Team Arkéa-Samsic             |
| 161-167 | GAZ  | Gazprom-RusVelo               |
| 171-177 | CTA  | Colombia Tierra de Atletas    |
| 181-187 | AZT  | D'Amico UM Tools              |
| 191-197 | SAT  | Sangemini–Trevigiani–MG.K Vis |
| 201-207 | ITA  | Italia                        |
| 211-217 | CHE  | Svizzera                      |

## Ordine d'arrivo (Top 10)
| Pos. | Corridore          | Squadra    | Tempo    |
| ---- | ------------------ | ---------- | -------- |
| 1    | Fernando Gaviria   | UAE        | 4h14'36" |
| 2    | Robert Stannard    | Mitchelton | s.t.     |
| 3    | Ethan Hayter       | Ineos      | s.t.     |
| 4    | Biniam Girmay      | Nippo      | s.t.     |
| 5    | Stefan Bissegger   | Svizzera   | s.t.     |
| 6    | Luca Pacioni       | Androni    | s.t.     |
| 7    | Jürgen Roelandts   | Movistar   | s.t.     |
| 8    | Florian Vermeersch | Lotto      | s.t.     |
| 9    | Andrea Pasqualon   | Circus     | s.t.     |
| 10   | Imerio Cima        | Gazprom    | s.t.     |